# Baron Scales

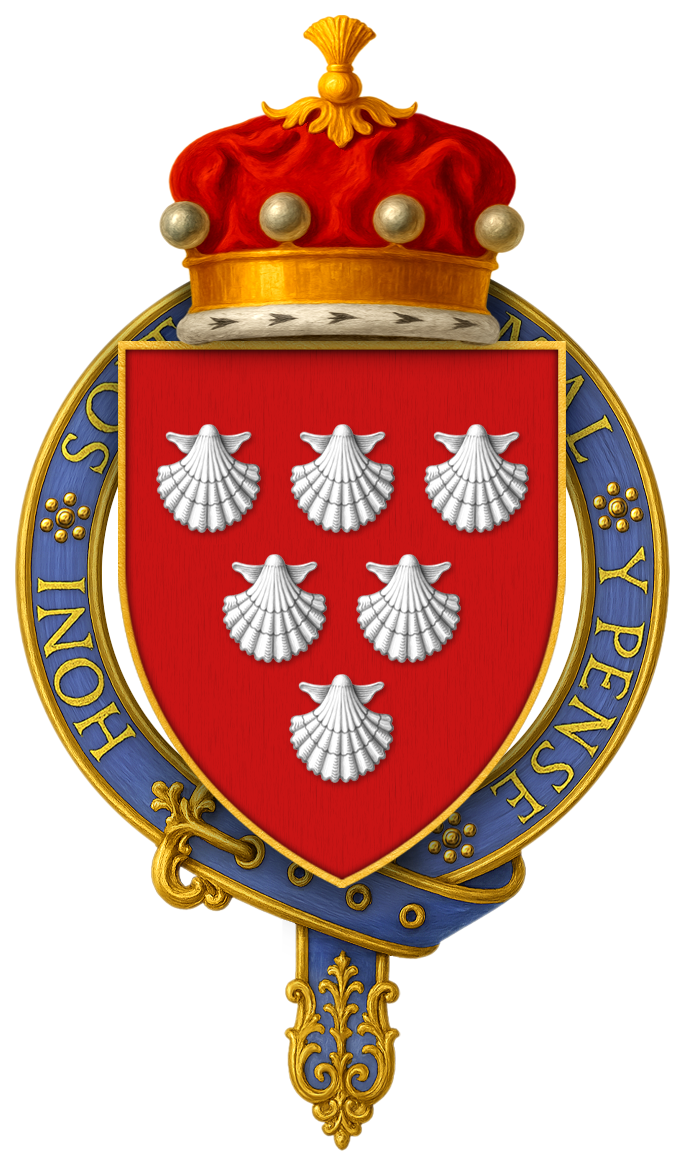
Wappen des 7. Baron Scales als Ritter des Hosenbandordens

Baron Scales war ein erblicher britischer Adelstitel (Barony by writ) in der Peerage of England.

## Verleihung und Geschichte des Titels
Der Titel wurde am 6. Februar 1299 von König Eduard I. für seinen Gefolgsmann Robert de Scales, Gutsherr von Newselles in Hertfordshire, geschaffen, der sich in dessen Kriegen gegen Frankreich und Schottland ausgezeichnet hatte, indem dieser per Writ of Summons ins Parlament berufen wurde.
Als sein Urururenkel, der 7. Baron, seinen einzigen Sohn überlebte, fiel der Titel bei seinem Tod 1460 an seine einzige Tochter Elizabeth als 8. Baroness. Deren zweiter Gatte Anthony Woodville, der spätere 2. Earl Rivers, wurde am 22. Dezember 1462 aus ihrem Recht (iure uxoris) ins Parlament berufen. Als Elizabeth am 2. September 1473 kinderlos starb, fiel die Baronie in Abeyance zwischen den Nachkommen der zwei Töchter des 3. Barons und ruht seither bis heute.

## Liste der Barone Scales (1299)
- Robert de Scales, 1. Baron Scales († 1304)
- Robert de Scales, 2. Baron Scales († 1324)
- Robert de Scales, 3. Baron Scales († 1369)
- Roger de Scales, 4. Baron Scales († 1386)
- Robert de Scales, 5. Baron Scales († 1402)
- Robert de Scales, 6. Baron Scales († 1418)
- Thomas de Scales, 7. Baron Scales († 1460)
- Elizabeth Woodville, Countess Rivers, 8. Baroness Scales († 1473) ⚭ Anthony Woodville, 2. Earl Rivers, de iure uxoris Baron Scales (um 1442–1483)